# Lempertz
Lempertz ist der Name eines Kunstauktionshauses in Köln, das aus einer 1845 gegründeten ehemaligen Bonner Buch- und Kunsthandlung entstanden ist.

## Geschichte

### Mathias Lempertz
Die Geschichte des Hauses Lempertz begann Anfang des 19. Jahrhunderts: Johann Matthias Heberle (1775–1840) eröffnete 1802 in Köln eine Druckerei, die wenig später um ein „Antiquargeschäft mit Auktionsanstalt“ ergänzt wurde. 1811 fand die erste Auktion der Firma J. M. Heberle statt. Nach dem Tod des Firmengründers 1840 übernahm dessen 24-jähriger Mitarbeiter Heinrich Lempertz (1816–1898) das Unternehmen, das fortan „J. M. Heberle (H. Lempertz)“ hieß.
Mathias Lempertz (1821–1886), der Bruder von Heinrich Lempertz, eröffnete 1845 als Filiale des Kölner Unternehmens die „Buch- und Kunsthandlung Heberle-Lempertz“ in der Fürstenstraße 2 in Bonn, dem Haus, in dem 19 Jahre zuvor Schillers Witwe Charlotte von Lengefeld gestorben war. Bereits im gleichen Jahr fand am 1. Dezember die erste öffentliche Versteigerung der nachgelassenen Bibliothek August Wilhelm Schlegels statt. 1854 wurde die Bonner Filiale zur eigenständigen Firma im Besitz von Mathias Lempertz.

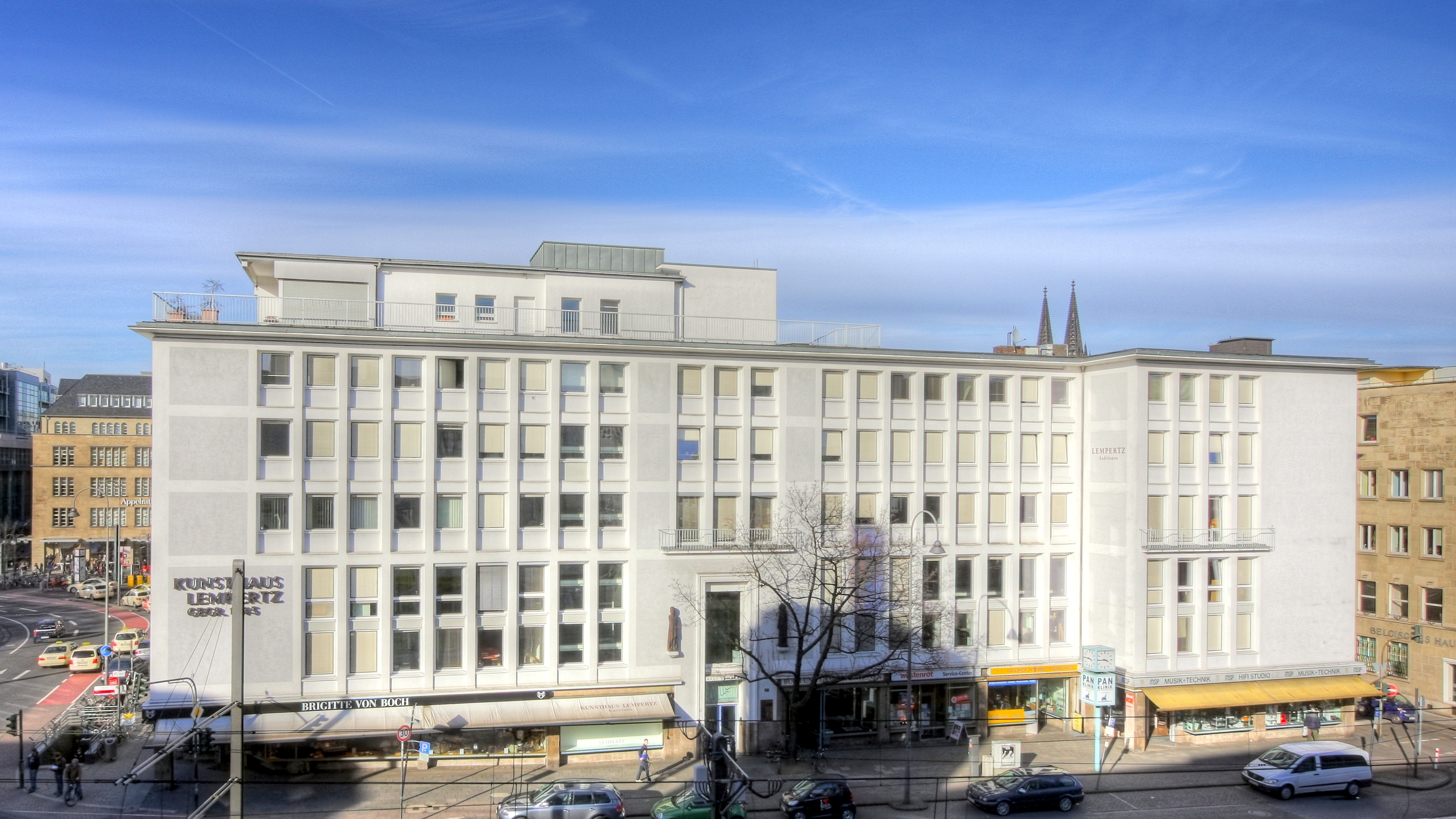
Kunsthaus Lempertz am Neumarkt in Köln (2010)

1875 kaufte Peter Hanstein (1853–1925) die Firma und zahlte für den Namen Math. Lempertz, Buchhandlung und Antiquariat 20.000 Goldmark. Drei Jahre später gründete er den Peter Hanstein Verlag, der sich vor allem auf Geschichte, Philosophie und Theologie konzentrierte. 1888 bezog die Buchhandlung neue Geschäftsräume im Hof 40, später in der Franziskanerstraße 6 in Bonn. Daneben wurden immer mehr Gemälde alter Meister und Kunstgewerbe versteigert und hierzu 1902 in Köln eine Filiale eröffnet, die zunächst am Domhof 6 im Haus des Erzbischöflichen Diözesan-Museums ihren Sitz hatte. 1908 begann Lempertz als erstes europäisches Auktionshaus die Versteigerung ostasiatischer Kunst.
1918 erwarb die Firma Math. Lempertz das klassizistische Haus Fastenrat am Neumarkt 3, Ecke Cäcilienstraße 48, aus dem Nachlass von Johannes Fastenrath. Sie richtete hier ihren Hauptgeschäftssitz ein und versteigerte dort im Juni 1918 auch die Kunstsammlung von Johannes Fastenrath.
Nach dem Tod von Peter Hanstein 1925 erbten seine beiden Söhne Hans Hanstein (1879–1940) und Josef Hanstein (1885–1968), die bereits seit 1912 Teilhaber waren, die Firma. Josef Hanstein war eng befreundet mit dem jüdischen Architekten Manfred Faber, der für Lempertz Aufträge über Ausstellungs- und Innengestaltungen ausführte und 1933/34 das Geschäftshaus am Neumarkt umbaute und erweiterte.
1937 begann Heinrich Böll seine Lehre als Buchhändler in der Buchhandlung Lempertz in Bonn. Im gleichen Jahr wurde das Kölner Auktionshaus von dem jüdischen Kunsthändler Max Stern (1904–1987) beauftragt, Werke aus seinem Bestand zu versteigern, nachdem seine Galerie von der Reichskammer der bildenden Künste geschlossen wurde. Am 12./13. Dezember 1939 wurde bei Lempertz die Sammlung des wegen „Devisenvergehens“ und „Rassenschande“ verhafteten jüdischen Barmer Kunsthändlers Walter Westfeld (1889–1943) zwangsversteigert, dessen Vermögen und Kunstsammlung eingezogen worden waren. 1942 wurde Josef Hanstein wegen „allzu großer Judenfreundlichkeit“ von der Gestapo längere Zeit im Keller des EL-DE-Hauses inhaftiert, kam aber durch Kontakte zu einflussreichen Persönlichkeiten wieder frei.

### Buchhandlung Lempertz in Bonn nach 1945
Nach dem Krieg wurden die Geschäfte zunächst im elterlichen Geschäftshaus von Margarethe Hanstein (geb. Kerp), in der Sternstraße 50 in Bonn fortgeführt. Die Buchhandlung wurde 1947 als Mathias Lempertz Buchhandlung und Antiquariat GmbH in Bonn neugegründet und im Folgejahr in einem neuen Geschäftshaus am Gründungsstandort Fürstenstraße 1 wiedereröffnet. Sie entwickelte sich allmählich zur Universitätsbuchhandlung und wurde 1983 zudem offizielle Depotbuchhandlung des Verlags der Bibliotheca Vaticana. 1996 kaufte der Verleger Franz-Christoph Heel die Buchhandlung und gründete im Folgejahr den Buchverlag „Edition Lempertz“ in Bonn, dessen Buchprogramm sich besonders mit Themen der katholischen Theologie und regionalen Publikationen befasst. Leiterin der Edition Lempertz wurde Antje-Friederike Heel, die 1999 auch die Geschäftsleitung der Matthias Lempertz Buchhandlung und Antiquariat GmbH übernahm. 2003 wurden die Edition Lempertz und der Siegler Verlag vereinigt. Das Programm des Siegler Verlags umfasst zumeist militärhistorische Publikationen, die wiederum unter dem Imprint des Brandenburgischen Verlagshauses veröffentlicht werden. Dessen Namensrechte entstammen dem ehemaligen Militärverlag der Deutschen Demokratischen Republik. Zum 31. Dezember 2005 wurde die Buchhandlung Lempertz in Bonn nach über 150 Jahren geschlossen. Erhalten blieb jedoch die Edition Lempertz mit Sitz in Königswinter.

### Kunsthaus Lempertz in Köln nach 1945

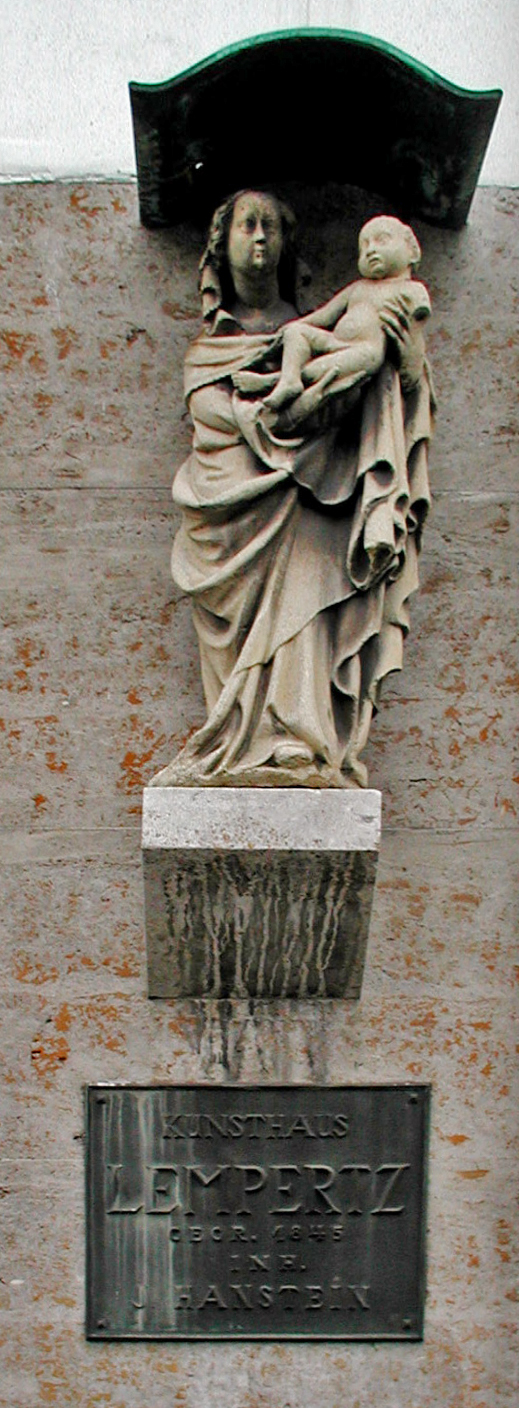
Madonna mit Kind an der Fassade der Galerie (2007)

Das Gebäude am Neumarkt erlitt während der Operation Millennium am 31. Mai 1942 starke Kriegsschäden und eröffnete am 22. November 1952 nach dem Baubeginn seit dem 10. Oktober 1951 des von Peter Baumann konzipierten Wiederaufbaus mit der Versteigerung der bedeutenden Sammlung Hubert Wilm (München) im Dezember 1952. Nach dem Krieg führten Josef Hanstein (1885–1968) und sein Sohn Rolf Hanstein (1919–1970) das „Kunsthaus Lempertz“ weiter. Das Gebäude steht seit dem 3. September 1993 unter Denkmalschutz.
Von 1953 bis 1957 fanden dort die ersten Ausstellungen des Römisch-Germanischen Museums und des Wallraf-Richartz-Museums statt. Seit 1958 führte das Haus gesonderte Auktionen moderner Kunst durch. 1965 wurde ein erstes Auslandsbüro in New York eröffnet, weitere Repräsentanzen folgten. Ebenfalls 1965 wurde die Galerie Lempertz Contempora für die Zeitgenössische Kunst eröffnet. Nach dem vorzeitigen Tode Rolf Hansteins durch einen Autounfall 1970 übernahm sein Sohn Henrik Hanstein (* 1950) das Geschäft. Als erstes deutsches Auktionshaus versteigert Lempertz seit 1989 Zeitgenössische Kunst sowie Photographie und Photoarbeiten in eigenen Auktionen.
Mit seinen Repräsentanzen in Berlin, Frankfurt, München, Zürich, Brüssel, Paris, Tokyo und Shanghai gehört das Kunsthaus Lempertz heute zu den wichtigen Kunstauktionshäusern Europas. Pro Jahr werden etwa 14 Auktionen abgehalten, die von illustrierten Katalogen und einwöchigen Vorbesichtigungen begleitet werden. Neben den Frühjahrs- und Herbstauktionen, auf denen jeweils Alte Kunst, Kunstgewerbe, Moderne und Zeitgenössische Kunst, Fotografie und Fotoarbeiten sowie ostasiatische Kunst versteigert werden, gibt es die beiden Auktionen für Bücher und Grafik, sowie im Frühjahr die Tribal Art-Auktion. Die Versteigerungen finden in Köln sowie in den Dependancen in Brüssel und Berlin statt. 1984 ergänzt Lempertz sein Angebot durch eine Beteiligung am Antiquariat Venator. Der Name wird in Venator & Hanstein geändert.
Darüber hinaus tritt Lempertz seit langem als Vermittler zwischen Privatsammlern und Museen auf und hat bedeutendes Kulturgut an öffentliche Institutionen vermitteln können. Lempertz ist Mitglied der 1993 gegründeten Gruppe „International Auctioneers“ (IA AG), die weltumspannend acht führende unabhängige Auktionshäuser aus acht Ländern vereint. Der Umsatz 2012 betrug 51 Millionen Euro.

## Kritik
Eines der im November 1937 zwangsversteigerten Werke aus der Sammlung Max Stern wurde 1977 und abermals 1996 bei Lempertz aufgerufen, ohne dass das Auktionshaus auf die Vorgeschichte hingewiesen hätte.
Das Kunsthaus versteigerte im Mai 1981 zwischen 20 und 30 Kunstwerke im Wert von einer Million DM aus dem Besitz Albert Speers mit der anonymen Provenienzangabe „Aus Privatbesitz“, hatte aber vorsichtshalber geprüft, ob die Bilder „restitutionsverdächtig“ sind. Diese Werke wurden Speer gegen Ende der siebziger Jahre in Heidelberg durch das Auktionshaus für ca. eine Million DM in bar abgekauft. Vertreten wurde das Kunsthaus durch den damaligen Juniorchef und heutigen Inhaber Henrik Hanstein.
Abermals in die Kritik geriet das Auktionshaus im Oktober 2010, als bekannt wurde, dass es mehrere von Wolfgang Beltracchi gefälschte Gemälde, unter anderem vermeintliche Werke von Heinrich Campendonk und Max Pechstein aus einer nicht existierenden Sammlung Jägers versteigert hatte, darunter die Fälschung von Campendonks „Rotes Bild mit Pferden“ zum Rekordpreis von 2,4 Millionen Euro. Dem Direktor des Auktionshauses wurde von den Käufern vorgeworfen, seiner Prüfungspflicht als Versteigerer nicht hinreichend nachgekommen zu sein – ein Vorwurf, der durch journalistische Recherchen erhärtet wurde. Das Landgericht Köln verurteilte am 1. September 2012 das Kunsthaus zu einer Schadenersatzzahlung von mehr als zwei Millionen Euro (nachdem Lempertz der Klägerin zuvor bereits 800.000 Euro zurückgezahlt hatte). Nachdem Lempertz gegen das Urteil in Berufung gegangen war, wurde am 5. Dezember 2012 ein vor dem Kölner Landgericht geschlossener Vergleich verkündet, nach dem die Hauptforderung von über zwei Millionen Euro aus dem Immobilienvermögen Beltracchis beglichen werden soll.

## Wichtige Versteigerungen und Vermittlungen
- 1837 Gemäldesammlung von Jacob Lyversberg
- 1845 Bibliothek von August Wilhelm Schlegel
- 1860 Bibliothek von Ernst Moritz Arndt
- 1877 Bibliothek von Karl Simrock
- 1879 Gemäldesammlung von Georg Wilhelm Stange
- 1893 Fränkische und römische Antiquitäten aus den Ausgrabungen des Nieder-Breisiger Totenfeldes
- 1898 Nachlass von Wilhelm von Woyna
- 1901 Sammlung von Bildern aus dem Hause Felix Mendelssohn Bartholdy
- 1903 Sammlung des ehem. Kölner Beigeordneten Karl Ferdinand Thewalt (1.150.000 Goldmark)
- 1908 Erste Auktion Ostasiatischer Kunst
- 1911 (Auktion 124) Nachlass von Johannes Niessen
- 1920 Gemälde älterer Meister aus den Beständen des Landesmuseums Darmstadt
- 1923 Bibliothek Drachenburg bei Königswinter
- 1929 Bibliothek von Viktoria zu Schaumburg-Lippe aus dem Palais Schaumburg
- 1937 (Auktion 392) Bestände der Galerie Stern, Düsseldorf, mit Werken von Lodovico Carracci, Friedrich August von Kaulbach, Wilhelm von Schadow, Franz Xaver Winterhalter u. a.
- 1939 (Auktion 404) Sammlung Walter Westfeld (Zwangsversteigerung), mit Werken von Peter Paul Rubens, Antonio Molinari, Egbert van der Poel, Anselm Feuerbach, Arnold Böcklin, Franz von Lenbach, Charles Hoguet, Carl Spitzweg, Hans von Marées, Hans Thoma, Camille Pissarro u. a.[18]
- 1969 Nachlass von Marga Böhmer, Lebensgefährtin von Ernst Barlach
- 1971 (Auktion 516) Sammlung Jacob Lyversberg
- 1979 ff Sammlung Albert Speer mit Werken von Jakob Philipp Hackert, Arnold Böcklin, Karl Friedrich Schinkel u. a. (ca. 1.000.000 DM)
- 1995 Aquarell August Macke Unter den Lauben in Thun (854.000 DM)
- 1997 Sammlung Otto Riese japanischer Holzschnitte
- 1999 Ölgemälde Pieter Brueghel der Jüngere: Tanz um den Maibaum. (2.745.000 DM)
- 2004 Relief Kurt Schwitters: Relief mit gelbem Viereck (1.460.000 €)
- 2005 Ölgemälde Lyonel Feininger: Gelmeroda XI (1.700.000 €), Pablo Picasso: Carte a jouer et verre (550.000 €)
- 2006 Ölgemälde Emil Nolde: Marschhof 1947 (1.400.000 €), Max Liebermann: Papageienmann (903.000 €), Ernst Ludwig Kirchner: Stillleben mit 2 Holzfiguren und Blumen (732.000 €), Salomon van Ruysdael: Flusslandschaft mit Fähre und einem mit Vieh beladenen Boot (770.000 €)
- 2007 Modelle Alberto Giacometti: 2 Original-Skulpturen (1.590.000 €), Gouache und Aquarell Fernand Léger: Contraste de Formes (1.280.000 €)
- 2008 Gemälde Hans Hoffmann: Hase (718.000 €)

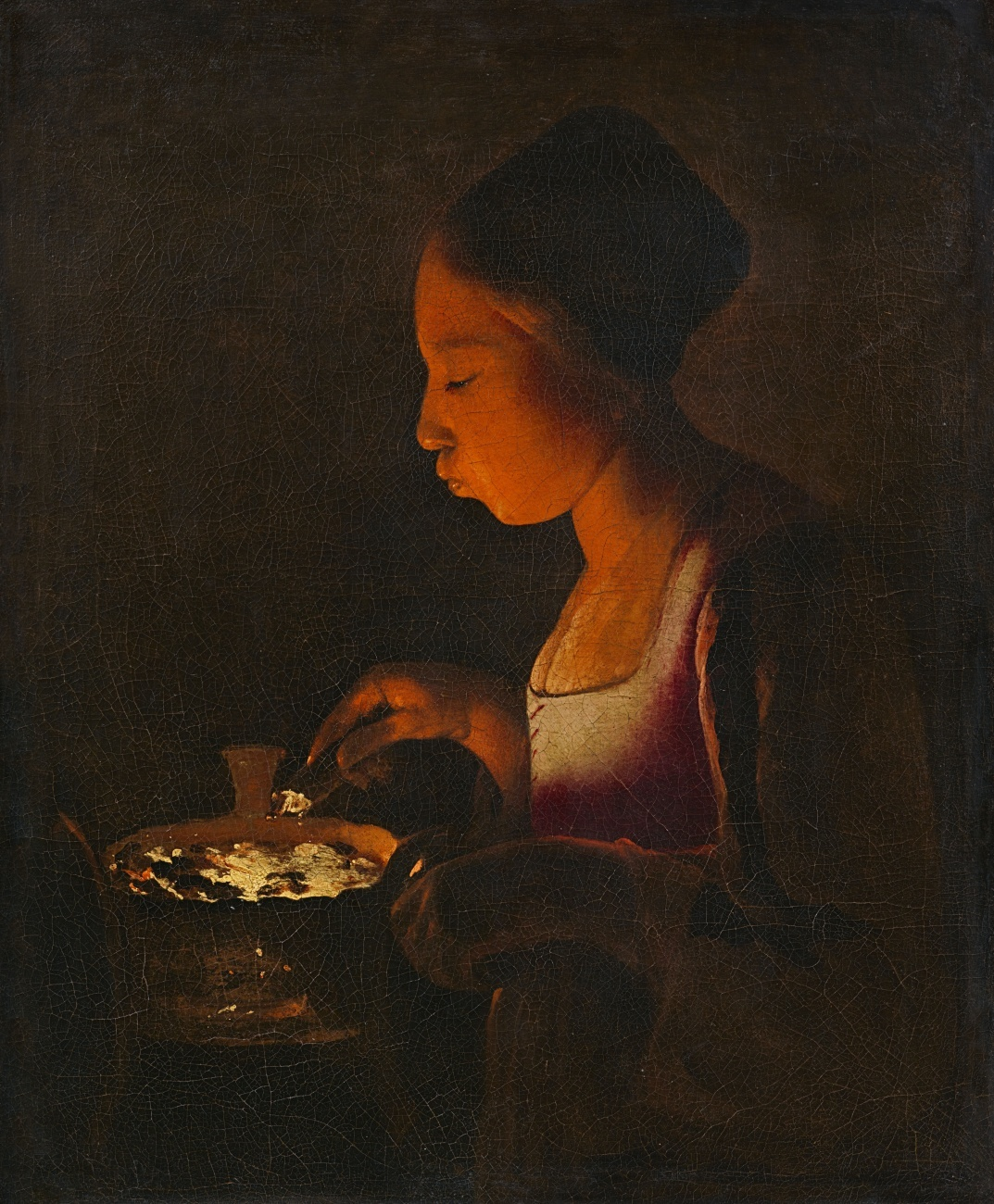
Georges de La Tour: La Fillette au braisier, 1646–1648

- 2011 Meißner Porzellanfigur Johann Gottlieb Kirchner: Sitzende Löwin (1.100 000 €), Gouache Max Beckmann: Löwenbändiger (864.000 €)
- 2012 Gemälde Gerrit Dou: Alter Maler in seinem Atelier (3.785.000 €), Gemälde Johann König: Auferstehung Christi (878.000 €)
- 2014 2 Heiligentafeln von Matteo Giovannetti von ca. 1345 aus dem Nachlass Franz von Lenbachs: (2.656.000 €), Weltraumkapsel TKS-Raumschiff: (1.000.000 €), Relief Trauergruppe aus einem Kalvarienberg, Sachsen 1500/1510, ehem. Sammlung Hermann Göring[19][20] (244.000 €)
- 2015 Gemälde Alexej von Jawlensky: Garten am Bauernhaus (544.000 €), Gemälde Andrea di Bonaiuto: Madonna mit Kind von Engeln und Heiligen umgeben, (483.600 €), Gemälde Gerhard Richter: GRÜN-BLAU-ROT (421.600 €)
- 2016 Gemälde Ernst Ludwig Kirchner: Mädchen in Südwester (1.576.000 €), Kreidezeichnung Vincent van Gogh, Femme semant (1.036.000), Gemälde Pieter Brueghel d. J., Das Hochzeitsmahl im Freien, (1.096.000 €), Gemälde Josef Albers: Homage to the Square (676.000 €), Gemälde Friedrich Nerly: Piazzetta di San Marco bei Mondschein (496.000 €), Gemälde Ernst Wilhelm Nay: Vega (372.000 €)
- 2020 Ölgemälde von Georges de La Tour: La fillette au braisier (Mädchen, in ein Kohlebecken blasend, 1646–1648)[21] verkauft für 4.340.000 € an den Louvre Abu Dhabi
- 2021 Max Ernst: Mer agitée, soleil, nuage et maître Corbeau avec son fils (Unruhige See, Sonne, Wolken und Meister Rabe mit seinem Sohn – 620.000 €)
- 2022 Zdeněk Sýkora: Linien Nr.102 (604.800 €)
- 2023 Hauptwerk von Hermann Max Pechstein: Selbstbildnis, liegend für 3.182.840 €, Wilhelm Leibl: Ein Kritiker (419.000 €),  Albert Birkle:  Der Irrsinn (900.000 €)